# 茹布羅維奇
51°4′13″N 27°52′53″E / 51.07028°N 27.88139°E
茹布羅維奇（烏克蘭語：Жубровичі），是烏克蘭北部的村莊，隸屬日托米爾州的科羅斯滕區。該村始建於1545年，面積5.74平方公里，海拔高度202米，2001年人口2,547，人口密度每平方公里443.73人。